# Suillus bovinus
Suillus bovinus là một loài nấm trong chi Suillus thuộc họ Suillaceae. 
Đây là một loại nấm phổ biến bản địa châu Âu, nó đã được du nhập đến Bắc Mỹ và Úc. Loài nấm này, mô tả ban đầu với danh pháp Boletus bovinus bởi Carl Linnaeus vào năm 1753, được đặt tên nhị thức hiện tại của nó bởi Henri François Anne de Roussel năm 1806. Nó là một loại nấm ăn được, mặc dù không được đánh giá cao.
Loài nấm này mọc trong các khu rừng lá kim trong phạm vi nguồn gốc của nó, và các vùng trồng thông ở các nước mà nó đã trở thành loài du nhập.